# Il destino in tasca
Il destino in tasca è un film del 1938 diretto da Gennaro Righelli.

## Trama
Visto che la moglie è assente per qualche giorno un industriale si reca presso alcuni amici lasciando la casa vuota ad un suo conoscente. Ignara di tutto la donna torna in anticipo a casa e dorme nel letto nuziale con lo sconosciuto.
Il mattino dopo scoppia lo scandalo e un corteggiatore della donna vorrebbe approfittare della situazione. Il responsabile del caos riesce per fortuna a sistemare tutte le cose.

## Produzione
Segnò l'esordio di Rossano Brazzi.